# Bustarviejo
Bustarviejo è un comune spagnolo di 1 557 abitanti situato nella comunità autonoma di Madrid.